# 곤바역
곤바역(일본어: 今羽駅)은 일본 사이타마현 사이타마시 기타구에 있는 사이타마 신도시 교통 이나 선의 역이다.

## 역 구조
상대식 승강장 2면 2선의 고가역이다. 도호쿠・조에쓰 신칸센의 고가 궤도를 끼고 위치한다. 개찰구는 오미야 방향에 있다.

### 승강장
| 1 | ■ 이나 선(뉴셔틀) | 마루야마・우치주쿠 방면 |
| 2 | ■ 이나 선(뉴셔틀) | 오미야 방면             |

## 역 주변
역은 기타 구 곤바마치와 요시노초의 경계에 있어 역명은 곤바초에서 따왔다. 역 남쪽의 산업도로변에 점포와 함께 주택지가 있다.
- 사이타마 현도 35호 가와구치아게오 선(산업도로)
- 다이쇼 제약 종합 연구소・오미야 공장
- 오미야 곤바마치 단지
- 공단 미야하라 단지
- 사이타마 현립 오미야 공업 고등학교
- 사이타마 시립 다이헤이 초등학교
- 사이타마 시립 다이헤이 중학교
- 코스모 오미야 가든 시티
- 아루루 오미야
- 사이타마 현영 곤바 단지

## 역사
- 1983년 12월 22일: 영업 개시.
- 2007년 3월 18일: IC카드 Suica 공용 개시.

## 사진

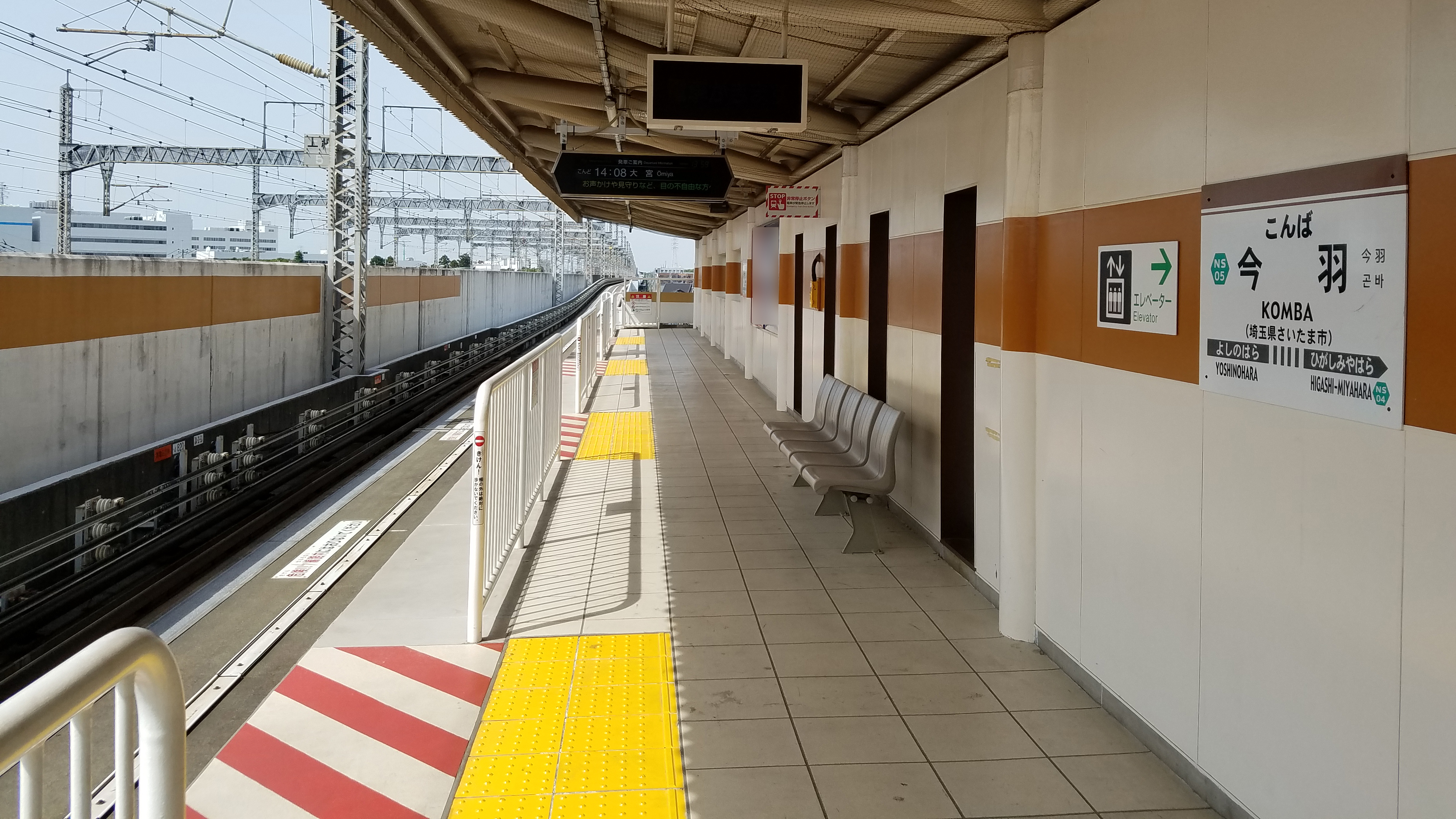
2번 승강장(2021년 5월 4일)

## 인접역
| 사이타마 신도시 교통 ■ 이나 선 | 사이타마 신도시 교통 ■ 이나 선 | 사이타마 신도시 교통 ■ 이나 선 |
| ------------------------------ | ------------------------------ | ------------------------------ |
| 히가시미야하라 오미야 방면     |                                | 요시노하라 우치주쿠 방면       |